# Zyklonale Rotation
Eine zyklonale Rotation ist in der Meteorologie als der Rotationssinn definiert, der sich aufgrund der Corioliskraft um ein Gebiet niedrigen Luftdrucks (Tiefdruckgebiet, Trog, auch Zyklone genannt) herum einstellt.
Bei der Betrachtung von Satellitenbildern zirkuliert bzw. dreht sich die Luft bei einer zyklonalen Rotation
- auf der Nordhalbkugel gegen den Uhrzeigersinn (in mathematisch positivem Drehsinn)
- auf der Südhalbkugel im Uhrzeigersinn (in mathematisch negativem Drehsinn).

Bei jeweils umgekehrtem Rotationssinn spricht man von antizyklonaler Rotation.